# Remise de peine (roman)
Pour les articles homonymes, voir Remise de peine (homonymie).
Remise de peine est un récit autobiographique et romanesque de Patrick Modiano paru le 1er janvier 1988 aux éditions du Seuil.

## Résumé
Patrick se remémore, vers l'âge de vingt-cinq ans, une période de sa petite enfance. « Son frère et lui » sont mis en garde en 1952-1953 à Jouy-en-Josas, dans la maison Guillotin, chez des amis de leurs parents. Ces derniers s'occupent peu de leurs enfants et sont le plus souvent à l'étranger — la mère est actrice, et se produit en tournée dans les pays francophones ; le père est partie prenante dans d'obscures affaires en Amérique du Sud ou à Brazzaville. Très proches, Patrick et son frère s'inventent des jeux et des aventures dans les environs de leur étrange maison de la rue du Docteur-Dordaine où ils sont sous la responsabilité de quatre femmes — la petite Hélène, une ancienne acrobate de cirque, Annie et sa dure mère Mathilde, et « Blanche-Neige », la jeune fille chargée de s'occuper spécifiquement d'eux durant un temps —, plus ou moins jeunes et marginales, vivant à l'écart du village où elles sont mal vues. Les deux frères rencontrent également Frede,, une femme toujours vêtue en homme, que le narrateur prend pour une directrice de cirque. Patrick fait sa rentrée scolaire dans une institution privée, mais rapidement en sera renvoyé en raison précisément de la perception villageoise sur les personnes qui le gardent. Le soir des amis des jeunes femmes — Roger Vincent, Jean D., « Buck Danny » — rendent visite et apportent une touche supplémentaire de merveilleux et de mystérieux aux enfants qu'ils prennent en sympathie. Le trio de femmes prévoyant de s'absenter, elles confient les enfants à une voisine pour quelques nuits avant que la gendarmerie viennent faire une perquisition de la maison, vide, laissant « son frère et Patrick » seuls face à la maréchaussée qui leur explique que « quelque chose de très grave s'est passé » révélant l'activité de malfrat du groupe.

## Personnages
- Patrick : le narrateur
- Son frère
- Annie : jeune femme à la 4 CV et son blouson en cuir chargée de la garde des deux enfants
- Mathilde : mère d'Annie, femme dure qui appelle le narrateur « imbécile heureux »
- Hélène Toch : ancienne écuyère de cirque qui a du abandonner sa carrière en raison d'une blessure causée par une chute
- Frede : amie d'Annie, s'habille toujours en homme et son neveu
- Blanche-Neige : la babysitter
- Roger Vincent : petit ami d'Annie à la grosse voiture
- Jean D. : un ami d’Annie
- Andrée K. : une ancienne de la rue Lauriston
- Le père de Patrick est évoqué
- Le Marquis de Caussade

## Éditions
- Éditions du Seuil, 1988  (ISBN 2020099594).
- Éditions Gallimard, coll. « Quarto », 2013  (ISBN 9782070139569).